# 나라하라 산지

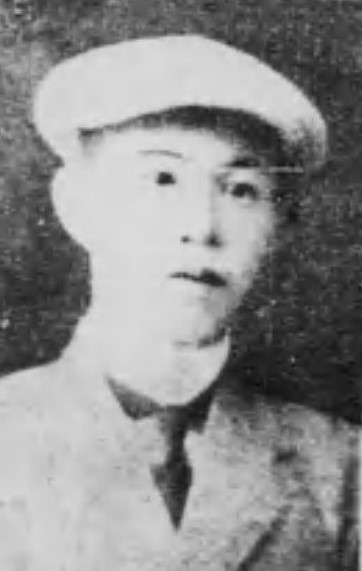
나라하라 산지

나라하라 산지(일본어: 奈良原三次, 1877년(메이지 10년) 2월 11일~1944년(쇼와 19년) 7월 14일)는 일본항공의 개척자이다. 가고시마 출신, 일본 해군 군속 기사에서 1911년(메이지 44년) 5월에 사제 복엽기로 비행에 성공했다가 이듬해 일본 최초의 민간 비행장을 개설한 생애에 걸친 항공의 발전에 기여했다.